# Lóide Aéreo Nacional
Lóide Aéreo Nacional fue una aerolínea brasileña fundada en 1947 con el nombre de Transporte de Carga Aérea (TCA). Comenzó a llamarse Lóide Aéreo Nacional en 1949, en 1962 fue incorporado a VASP.

## Historia
El 22 de diciembre de 1947, Ruy Vacani fundó la aerolínea Transportes de Carga Aérea (TCA), en Anápolis, Brasil, una aerolínea especializada en el transporte de carga. Anteriormente, en 1928, Vacani también había fundado la Empresa De Transporte Aéreo (ETA), aerolínea que duró únicamente un año, siendo vendido a NYRBA Do Brasil. Ruy Vacani tuvo conexiones políticas con el presidente Getúlio Vargas, quién aparentemente favoreció su negocio. Los accionistas de la aerolínea, incluido también Roberto Taves, uno de los fundadores de la aerolínea Aerovias Brasil, y el Coronel Marcílio Jacques Gibson, que en 1976 fundó Transportes Aéreos Da Bacia Amazônica (TABA).
El 24 de agosto de 1949, TCA cambió su nombre a Lóide Aéreo Nacional, empezando vuelos de pasajeros regulares utilizando aviones Curtiss C-46 Commando, con rutas desde Río de Janeiro a São Luís o Fortaleza con paradas intermedias. Más tarde, sus operaciones crecieron para incluir el territorio brasileño entero.
En 1951, Lóide Aéreo Nacional incorporó las aerolíneas: Linhas Aéreas Paulistas y TABA – Transportes Aéreos Bandeirantes, y en 1961 (NAB) – Navegação Aérea Brasileira.
Entre 1956 y 1958, Lóide Aéreo Nacional y Panair tuvieron un acuerdo para evitar una competición nociva, el cual el territorio brasileño estuvo dividido a áreas de influencia. También incluyó el arrendamiento de aeronaves.
El negocio comenzó a declinar en 1960 y finalmente, en 1962, Lóide Aéreo Nacional se vendió y fusionó a VASP.

## Flota
La flota de Lóide Aéreo Nacional incluía las siguientes aeronaves:
- 3 x Douglas DC-3/C-47: (1948-1951)
- 33 x Curtiss C-46 Commando: (1949-1962)
- 10 x Douglas DC-4: (1957-1962)
- 4 x Douglas DC-6A: (1961-1962)

## Accidentes e incidentes
- 12 de julio 1951: un Douglas DC-3/C-47 de inscripción PP-LPG, todavía registrado bajo Linhas Aéreas Paulistas, volando de Maceió a Aracaju, después de abortar un aterrizaje en condiciones adversas en Aracaju, sobrevoló la pasarela e inició una vuelta en altitud baja a la derecha. La aeronave chocó durante esta vuelta. Todo 33 pasajeros y la tripulación murieron, incluyendo el Gobernador del estado de Río Grande del Norte Jerônimo Dix-sept Rosado Maia.[1]
- 24 de mayo 1952: un Curtiss C-46D-15-CU Commando de inscripción PP-LDE, durante el Despegue de Manaus-Ponta Pelada parado cuándo intentando regresar al aeropuerto que sigue un fracaso de motor. Choque al Río Negro. Los 6 ocupantes murieron.[2]
- 1 de febrero 1958: un Douglas DC-4 Skymaster de inscripción PP-LEM operando el vuelo 730 a Fortaleza, durante despegue de Río de Janeiro-Santos Dumont experimentó un fracaso encima núm. de motor 4. El despegue estuvo abortado y 100m antes del fin de la pasarela, un neumático de la explosión de marcha del aterrizaje, causando que la aeronave corriera del lado de la pasarela y estalló en llamas. De los 72 pasajeros y tripulación a bordo 5 murió.[3]
- 11 de agosto 1958: un Douglas DC-4 de inscripción PP-LEQ chocado para causas desconocidas sobre Carapí Isla, Pará mientras en un tiempo de noche aproximación visual a Belém-Val de Latas. De los 11 pasajeros y tripulación a bordo, solo 1 pasajero sobrevivió.[4]
- 5 de septiembre 1958: un Curtiss C-46D-15-CU de inscripción PP-LDX vuelo 652 de Recife se estrelló durante el acercamiento al Aeropuerto de Campina Grande. De un total de 18 personas a bordo, 2 miembros de tripulación y 11 pasajeros murieron.[5]